# Karlshof (Geislingen)
Der Karlshof ist ein Wohnplatz auf der Gemarkung von Geislingen im Zollernalbkreis in Baden-Württemberg.

## Geographie
Der Karlshof liegt von Geislingen in westlicher Richtung 4,1 km entfernt. 2,8 km südwestlich von Erlaheim, 2,7 km südöstlich von Binsdorf entfernt.

## Verkehr
Der Wohnplatz ist über die L 415 erreichbar.